# Монреаль-Форум
«Монреаль Форум» (фр. Le Forum de Montreal) — будівля в Монреалі, Квебек (Канада). Одна із знаменитих спортивних арен світу.

## Історія

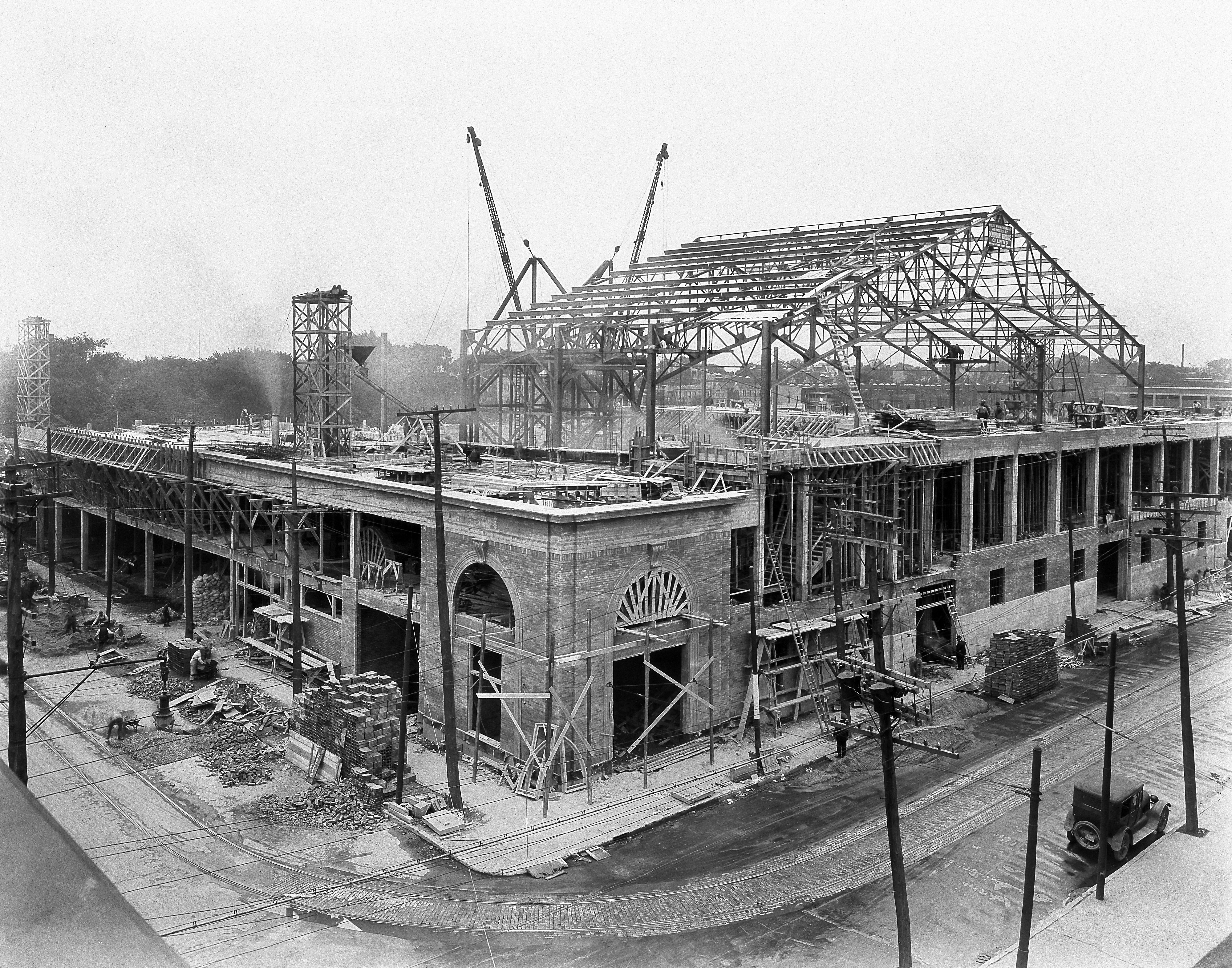
«Монреаль-Форум» під час будівництва у 1924 році

Ідея побудувати «Форум» належала серу Едварду Біатьє, президенту «Тихоокеанської залізниці». За згодою одного з сенаторів, архітектор Вільям Норті створив план будівництва 12 500-місцевої хокейної арени. Але через фінансові проблеми кількість місць скоротилася до 9 300 місць. Будівля була відкрита у листопаді 1924 року. «Форум» був перебудований двічі: у 1949 році та у 1968 році. До 1996 року містив 17 959 осіб.

## Хоккей з шайбою
Був домашньою ареною для клубів «Монреаль Канадієнс» (1924—1996) та «Монреаль Марунс» (1924—1938).
У 1950-1970-х роках «Форум» приймав ігри «Меморіального кубка», а в 1972 році — перший матч суперсерії СРСР-Канада (7:3 на користь СРСР). Тільки двом командам вдалося переграти «Канадієнс» у фіналі Кубка Стенлі на льоду «Форуму» — « Нью-Йорк Рейнджерс» у 1928 році та «Калгарі Флеймс» (1989).
2 грудня 1995 року «Канадієнс» зазнали, напевно, найбільшої поразки від «Детройта»: 1:11. 11 березня пройшла остання гра в історії арени — «Монреаль» виграв у «Далласа» (4-1). Останнє вкидання було виграно капітаном «Канадієнс» Гі Карбонно. Після гри пройшла прощальна церемонія за участю Моріса Рішара (публіка його зустріла 16-хвилинною овацією, від чого Рішар не зміг стримати сліз) та інших зірок «Монреалю». Наступного дня «Канадієнс» переїхали в «Белл-центр» (тоді — Molson Centre), де виграли свою першу гру на новій арені проти «Нью-Йорк Рейнджерс».

## Інші змагання
«Форум» був одним із місць проведення Олімпійських ігор 1976 року. Тут проходили змагання з художньої гімнастики, гандболу, баскетболу та волейболу (всі — фінали). На арені також проходило безліч шоу рестлінгу.

## Концерти
- 8 вересня 1964 року — The Beatles
- 17 липня 1972 року — The Rolling Stones[en]
- 4 грудня 1975 року — Боб Ділан
- 24 листопада 1981 року — Queen
- 21 липня 1982 року — Queen
- 14 липня 1983 року — Девід Боуї
- 26 серпня 1986 — Вітні Х'юстон[en]
- 6 липня 1987 року — Madonna
- 17 травня 1988 року — Guns N' Roses
- 9 грудня 1989 року — Пол Маккартні[en]
- 23 березня 1992 року — U2

## «Форум» сьогодні
Після переїзду «Канадієнс» до «Белл-центру» арена була перероблена. З'явилися театр, кафе та кілька магазинів. Після смерті Моріса Рішара 2000 року його бронзову статую помістили біля входу, а на будівлі було встановлено бронзовий логотип «Монреаль Канадієнс». 1997 року «Форум» був названий пам'ятником архітектури. Пізніше перейменований на «Пепсі Форум».

## У культурі
Режисер Брайан де Пальма зняв деякі сцени фільму «Очі змії» в інтер'єрах «Форуму».